# Rastkogel
Rastkogel – szczyt w grupie górskiej Tuxer Alpen, w Alpach Wschodnich. Leży w Austrii, w kraju związkowym Tyrol. Szczyt ten leży na wschodnim krańcu grupy, na północny wschód od Lizumer Reckner, a na południe od Gilfert.